# جون دويجان
جون دويجان (بالإنجليزية: John Duigan)‏ (و. 1949  م) هو مخرج أفلام، وكاتب سيناريو، ومنتج أفلام أسترالي.

## وصلات خارجية
- جون دويجان على موقع IMDb (الإنجليزية)
- جون دويجان على موقع ألو سيني (الفرنسية)
- جون دويجان على موقع أول موفي (الإنجليزية)
- جون دويجان على موقع قاعدة بيانات الأفلام السويدية (السويدية)
- جون دويجان على موقع إن إن دي بي (الإنجليزية)
- جون دويجان على موقع قاعدة بيانات الفيلم (الإنجليزية)
- جون دويجان على موقع كينوبويسك (الروسية)